# John Pitseys
John Christine Marc Maurice Pitseys, né le 23 janvier 1979, est un homme politique belge, membre d'Ecolo.
Parcours académique
Licencié en droit et en philosophie, il est docteur en philosophie à l'Université catholique de Louvain (Chaire Hoover d'éthique économique et sociale). Membre de la Chaire Hoover d'éthique économique et sociale et enseignant à l'Université catholique de Louvain, John Pitseys a été chargé de recherche au Centre de recherche et d'information sociopolitiques (CRISP) (2013-2019). Sa thèse de doctorat porte sur le statut du principe de transparence politique. Ses travaux portent pour l'essentiel sur les transformations de la gouvernance publique,, sur les théories non-idéales de la délibération publique, sur la démocratie participative et sur  les évolutions de la discussion publique.
Parcours politique
Sur un plan politique, il a été chercheur associé à Etopia (2004-2013) ainsi que conseiller politique à Ecolo (2009-2011), où il  a travaillé sur des questions de gouvernance publique puis sur les contours de la sixième réforme de l'Etat. Il a été également conseiller juridique (2011-2012) puis membre du Conseil d'administration de la Ligue des Droits humains (2012-2014).
Fonctions politiques
John Pitseys est député au Parlement bruxellois depuis et sénateur depuis le 1er juin 2019 et a siégé comme sénateur de juin 2019 à octobre 2020. Il a par ailleurs président du groupe Ecolo au Parlement régional bruxellois de juin 2019 à février 2024.
S'inscrivant dans le fil de ses publications académiques, l'activité législative de John Pitseys a porté pour l'essentiel sur la transparence et sur démocratisation des institutions politiques, ainsi que sur la promotion de la parité institutionnelle entre femmes et hommes. Il a notamment négocié et co-signé la proposition de réglement visant à instituer les commissions délibératives mixte []. Il porté l'ordonnance spéciale visant à instaurer une plus grande parité au sein du Gouvernement bruxellois et a animé le groupe de travail ayant mené à la résolution visant à féminiser la fonction publique bruxelloise. Il a par ailleurs fait adopter l'ordonnance spéciale visant à instaurer une consultation populaire au sein de la Région bruxelloise []. Il intervient par ailleurs sur le décumul politique, sur la transparence des archives des cabinets politiques, sur le contrôle des lobbies politiques.